# ロード・ウォリアー・アニマル
ロード・ウォリアー・アニマル（Road Warrior Animal、本名：Joseph Michael Laurinaitis、1960年9月12日 - 2020年9月22日）は、アメリカ合衆国のプロレスラー。ペンシルベニア州フィラデルフィア出身。
ギミックの上ではイリノイ州シカゴ出身を自称し、ロード・ウォリアー・ホークとのタッグチーム、ロード・ウォリアーズのメンバーとして活躍した。日本ではアニマル・ウォリアー（Animal Warrior）と呼ばれ、ジョニー・エースことジョン・ロウリネイティス、ザ・ターミネーターことマーク・ロウリネイティスの実兄としても知られる。息子は元NFL選手のジェームズ・ロウリネイティスである。

## 来歴

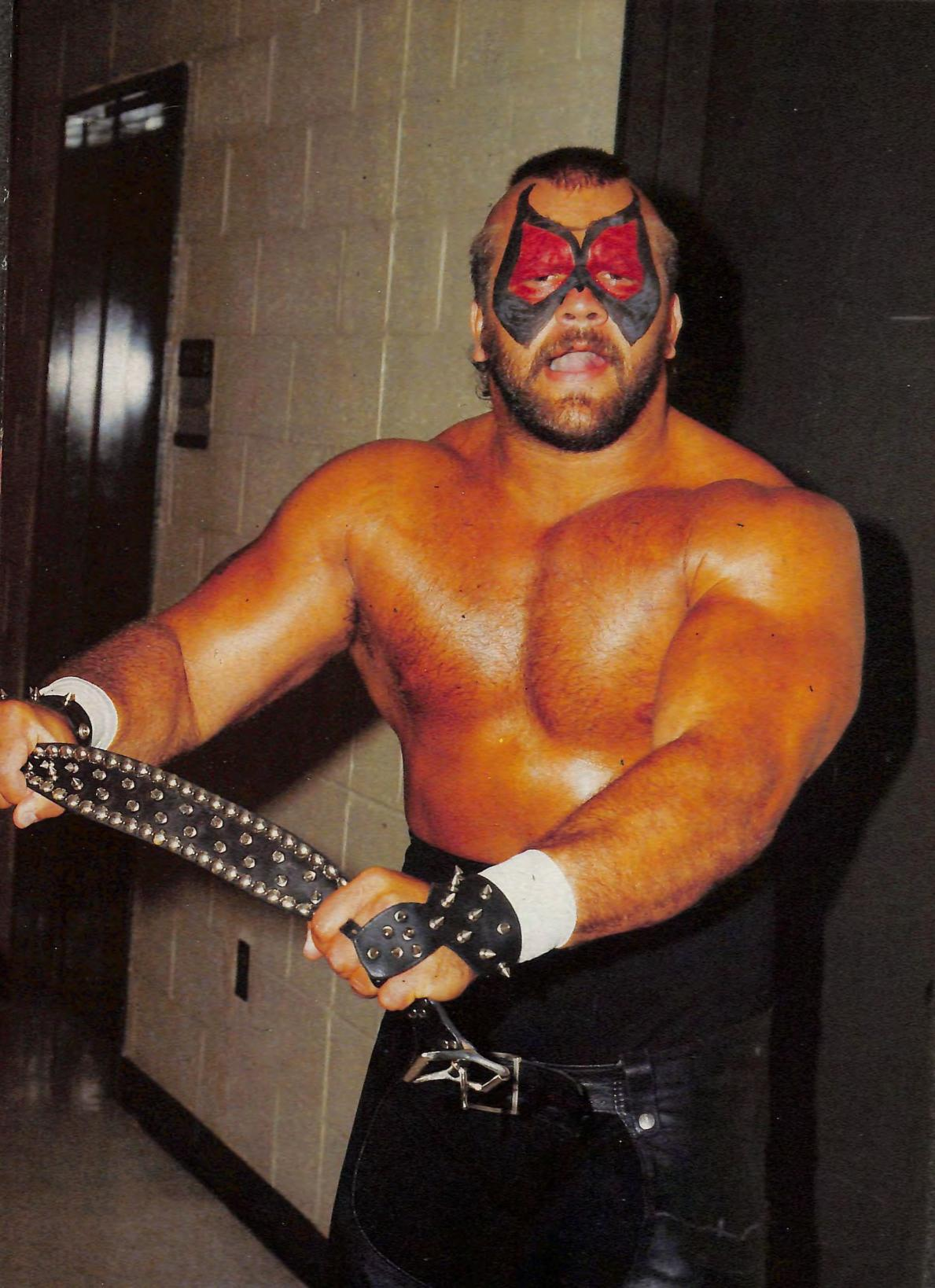
1987年

トレーナーのエディ・シャーキーにジョージア・チャンピオンシップ・レスリングのブッカーだったオレイ・アンダーソンを紹介され、アンダーソンの斡旋により1982年9月にNWAジョージア地区にてデビュー。
ザ・ロード・ウォリアー（The Road Warrior）またはジョー・ローレン（Joe Lauren）をリングネームに、バイカー・ギミックのヒールとしてノースカロライナのNWAミッドアトランティック地区にも出場したが芽が出ず、ホームタウンのミネソタに帰郷後の1983年6月、幼馴染のマイク・ヘグストランドと共に再びジョージアに登場。ヘグストランドはロード・ウォリアー・ホーク、自身はロード・ウォリアー・アニマルを名乗り、兄弟子でもあるポール・エラリングをマネージャーに迎えたタッグチーム、ロード・ウォリアーズ（リージョン・オブ・ドゥーム）として再デビューを果たす。以降、日米の各団体を転戦し、各地で爆発的な人気を獲得した。
2002年、全日本プロレスの世界最強タッグ決定リーグ戦に武藤敬司とのコンビで出場。優勝は逸したものの、ビッグネームとしての貫禄を見せた。
ホーク死去後の2005年、WWEと再契約してスマックダウンに所属。ハイデンライクと新生リージョン・オブ・ドゥームを結成し、同年7月24日にMNMからWWEタッグ王座を奪取した。2006年1月17日にハイデンライクが解雇された後はシングルプレイヤーとなり、ヒールのポジションでマット・ハーディーなどと抗争するが、同年6月26日に自身もWWEを離脱、以降はフリーとなった。
2007年、久々の来日が実現し、9月1日の健介office自主興行に出場。かつてホークとチームを組んでいたパワー・ウォリアーこと佐々木健介と「ヘル・ウォリアーズ」を結成し、ドゥームズデイ・デバイス（ダブル・インパクト）でVOODOO-MURDERSから勝利を収めた。
2011年、ホークとのロード・ウォリアーズとして、初代マネージャーのエラリングと共にWWE殿堂に迎えられた。2012年7月20日放送のスマックダウンでは久々にリングに上がり、レジェンド達と連戦していたヒース・スレイターに勝利。翌週のRAW1000回記念放送にも、ボブ・バックランド、ロディ・パイパー、サージェント・スローター、シッド・ビシャス、ベイダーらレジェンド達と共に登場した。
2020年9月22日、心臓発作により60歳で死去。死去の当日、ジョセフは妻のキンバリーと共にミズーリ州オセージビーチのマルガリータビル・レイク・リゾートに小旅行に出かけていた。ディナーの準備から部屋に戻ったところ、ジョセフがベッドに倒れ込んだ。救急車が呼ばれ、妻が心肺蘇生を試みたが助からなかった、と警察は発表した。

## ファミリー
- かつて全日本プロレスで活躍していたプロレスラーのジョニー・エースと、タッグチーム「レッキング・クルー」のマーク・ロウリネイティス（ターミネーター / フューリー）は実弟。
- 息子のジェームズ・ロウリネイティス（James Laurinaitis）[16]は、オハイオ州立大学でアメリカンフットボール選手として活躍。ポジションはラインバッカー。大学時代は全米選抜に3度選ばれ、2年時には全米最優秀守備選手、1年時には全米最優秀LBの各賞をそれぞれ受賞という輝かしい経歴を持ち、2009年2月にNFLが開催したスカウティング・コンバインに参加。同年4月25日にドラフト2巡目、全体35番目という高評価でセントルイス・ラムズに指名され入団した。

## 得意技
- ドゥームズデイ・デバイス（Doomsday Device）
- ミリタリー・プレス・スラム
- パワースラム
- フライング・ショルダー・ブロック
- スレッジ・ハンマー（クローズライン）
- エルボー・ドロップ

## 獲得タイトル
WWF / WWE
- WWF世界タッグ王座 : 2回（w / ロード・ウォリアー・ホーク）
- WWEタッグ王座 : 1回（w / ハイデンライク）
- WWE殿堂 : 2011年度（w / ロード・ウォリアー・ホーク&ポール・エラリング）

ジョージア・チャンピオンシップ・レスリング
- NWAナショナル・タッグ王座 : 3回（w / ロード・ウォリアー・ホーク）

ミッドアトランティック・チャンピオンシップ・レスリング
- NWA世界タッグ王座 : 1回（w / ロード・ウォリアー・ホーク）
- NWA世界6人タッグ王座 : 3回（w / ロード・ウォリアー・ホーク&ダスティ・ローデス×2、ロード・ウォリアー・ホーク&天龍源一郎×1）
- ジム・クロケットSr. メモリアル・カップ優勝：1986年（w / ロード・ウォリアー・ホーク）
- アイアンチーム・トーナメント優勝：1989年（w / ロード・ウォリアー・ホーク）

アメリカン・レスリング・アソシエーション
- AWA世界タッグ王座 : 1回（w / ロード・ウォリアー・ホーク）

全日本プロレス
- インターナショナル・タッグ王座 : 1回（w / ロード・ウォリアー・ホーク）

インディー
- i-ジェネレーション・タッグ王座 : 2回（w / ロード・ウォリアー・ホーク）
- IPWハードコア・タッグ王座 : 1回（w / ロード・ウォリアー・ホーク）
- PCW世界タッグ王座 : 1回（w / ロード・ウォリアー・ホーク）

その他
- ハードコア殿堂：2021年（w / ロード・ウォリアー・ホーク）